# Zhejiang Wanfeng Auto Group
Zhejiang Wanfeng Auto Group, eigenaar van het in 2000 opgerichte Shanghai Wanfeng Auto is een Chinese producent van SUV's, MPV's en pick-up-trucks, gevestigd in Shanghai, China.
De huidige productie is 50.000 auto's op jaarbasis.
Naar verwachting komt de Wanfeng SUV in het 2e gedeelte van 2006 op de Europese markt.